# ملقينات
الملقينات (الاسم العلمي: Ancylostomatoidea) هي فوق فصيلة من الحيوانات تتبع رتيبة الأسطوناويات من رتبة الأسطونيات.

## التصنيف
- الملقوات
  - الملقاوات
    - الملقوة
    - الشصية
    - الفتاكة